# Edward Wight Washburn
Edward Wight Washburn (* 10. Mai 1881 in Beatrice (Nebraska); † 6. Februar 1934) war ein US-amerikanischer Chemiker.
Washburn studierte 1899 bis 1901 Naturwissenschaften an der University of Nebraska, war danach ein Jahr Lehrer und setzte anschließend sein Studium am Massachusetts Institute of Technology fort. Dort erhielt er 1905 seinen Bachelor-Abschluss, war Assistent von Arthur A. Noyes und wurde 1908 promoviert. Ab 1908 war er Associate Professor für Chemie an der University of Illinois at Urbana-Champaign. 1910 wurde er Assistant Professor und 1913 Professor für Physikalische Chemie und ab 1916 war er Professor für keramische Chemie. Ab 1926 war er Chemiker am US Bureau of Standards in Washington, D.C.
Er befasste sich zunächst mit Thermodynamik von Pufferlösungen und Ionenlösungen. Von ihm stammen die ersten genauen Messungen der Überführungszahlen und der Wasserstoff-Hydratation und er bestimmte die Faraday-Konstante mit einem Jod-Coulometer. Später befasste er sich mit der Chemie von Keramik und Glas und erfand  1922 ein Gerät zur Bestimmung der Porosität von Keramiken durch Adsorption von Wasser. Danach wandte er sich der Radiochemie zu. 1931 entwickelte er mit Harold Urey ein Verfahren zur Gewinnung von Schwerem Wasser mit fraktionierter Wasserelektrolyse.
1922 bis 1930 gab er die International Critical Tables heraus, eine umfangreiche Sammlung physikalischer und chemischer Daten von über 1000 Experten. Aus diesem Grund verließ er die Universität und ging an das Bureau of Standards.
Er war seit 1932 Mitglied der National Academy of Sciences.